# Sarajevo Spartans 2020
Questa voce raccoglie le informazioni riguardanti i Sarajevo Spartans nelle competizioni ufficiali della stagione 2020.

## Balkan Football League 2020

### Stagione regolare
| 4 aprile 2020 | Zagreb Patriots | - – - (annullata) | Sarajevo Spartans |  |

| 9 maggio 2020 | Novi Sad Wild Dogs | - – - (annullata) | Sarajevo Spartans |  |

| 16 maggio 2020 | Sarajevo Spartans | - – - (annullata) | Zagreb Patriots |  |

| 6 giugno 2020 | Sarajevo Spartans | - – - (annullata) | Novi Sad Wild Dogs |  |

## Bosnian-Herzegovinian Football League 2020

### Stagione regolare
| 27 settembre 2020 | Sarajevo Spartans | 14 – 18 | Banja Luka Rebels |  |

| 1º novembre 2020 | Banja Luka Rebels | 6 – 30 | Sarajevo Spartans |  |

| 2020 | Tuzla Saltminers | - – - (annullata) | Sarajevo Spartans |  |

| 2020 | Sarajevo Spartans | - – - (annullata) | Tuzla Saltminers |  |

### Playoff
| 22 novembre 2020 | Banja Luka Rebels | 12 – 19 | Sarajevo Spartans |  |

## Statistiche di squadra
| Competizione | %Vittorie | In casa | In casa | In casa | In casa | In casa | In casa | In trasferta | In trasferta | In trasferta | In trasferta | In trasferta | In trasferta | Totale | Totale | Totale | Totale | Totale | Totale |
| Competizione | %Vittorie | G       | V       | N       | P       | Pf      | Ps      | G            | V            | N            | P            | Pf           | Ps           | G      | V      | N      | P      | Pf     | Ps     |
| ------------ | --------- | ------- | ------- | ------- | ------- | ------- | ------- | ------------ | ------------ | ------------ | ------------ | ------------ | ------------ | ------ | ------ | ------ | ------ | ------ | ------ |
| Campionato   | -         | -       | -       | -       | -       | -       | -       | -            | -            | -            | -            | -            | -            | -      | -      | -      | -      | -      | -      |
| Campionato   | .500      | 1       | 0       | 0       | 1       | 14      | 18      | 1            | 1            | 0            | 0            | 30           | 6            | 2      | 1      | 0      | 1      | 44     | 24     |
| Playoff      | 1.000     | 0       | 0       | 0       | 0       | 0       | 0       | 1            | 1            | 0            | 0            | 19           | 12           | 1      | 1      | 0      | 0      | 19     | 12     |
| Totale       | .667      | 1       | 0       | 0       | 1       | 14      | 18      | 2            | 2            | 0            | 0            | 49           | 18           | 3      | 2      | 0      | 1      | 63     | 36     |